# 水野知里
水野 知里（みずの ちさと、1982年8月2日 - ）は、日本の女子アマチュアボクシング選手である。京都府京都市山科区出身

## 来歴
京都精華女子高校卒業後、専門学校に通いながら、市内のジムでボクシングを始める。卒業後、京都市内の保育園で栄養士として勤務する。
2003年にJABFが女子を解禁すると、全日本女子大会にバンタム級で出場。しかし準決勝で後のWBO世界王者江畑佳代子に敗退。
2004年、フェザー級に転級して初優勝。台湾で開かれた国際トーナメントにも日本代表として出場し、3位の成績を残す（日本代表の他のメンバーは後の世界王者小関桃、同じく藤岡奈穂子、東洋太平洋王者四ヶ所麻美（当時は柳瀬姓）と3人とも後にプロで活躍する選手である）。
2005年も連覇を決めて、アジア選手権で銅メダル獲得。
全日本大会ではフェザー級6連覇達成。その間、2008年世界選手権日本代表にも選出される。
2009年アジアインドアゲームズで採用された女子ボクシングにも出場し銅メダル獲得。国際総合競技大会における女子ボクシングで初となる日本人メダリストに輝いた。
2010年、選手権に格上げされた全日本女子にライト級で出場するが、高校生の釘宮智子に敗れ準優勝に終わる。同年7月のアジア競技大会の選考会でも釘宮に返り討ちされる。大会後引退。
現在はジムのコーチ。現役時代にも国体京都府チーム監督も務めた。
高校の同期に歌手の倖田來未がいる。

## 獲得タイトル
- 2005年アジア選手権銅メダル
- 2009年アジア室内競技大会銅メダル